# Alfonso Felice d’Avalos
Alfonso Felice d’Avalos d’Aquino d’Aragona (* 1564 auf Ischia; † 2. Dezember 1593 in Rom) war ein italienischer Adeliger aus dem ursprünglich spanischen Haus Avalos.

## Leben
Er war ein Sohn von Francesco Fernando d’Avalos d’Aquino d’Aragona, Gouverneur im Herzogtum Mailand und Vizekönig von Sizilien und dessen Gemahlin, Isabella Gonzaga, aus dem Haus der Herzöge von Mantua.  Alfonso Felice war Principe di Francavilla, Principe di Montesarchio (Stadt in der Provinz Benevent), 5. Marchese del Vasto (in der Provinz Chieti, an der Adria), 5. Marchese di Pescara (Hauptstadt der Provinz Pescara, an der Adria), Conte di Monteodorisio (Nachbargemeinde von Vasto), Grande von Spanien, Königlich neapolitanischer Oberstkämmerer, Päpstlicher Thronassistent und Ritter des Ordens vom Goldenen Vlies.

## Ehe und Nachkommenschaft
Er vermählte sich in Pesaro am 5. Juni 1583 mit Lavinia della Rovere (* 16. Januar 1558 in Pesaro; † Castellone 7. Juni 1632), einer Tochter von Guidobaldo II. della Rovere Herzog von Urbino (* 1514; † 1574) und dessen 2. Gemahlin, Vittoria Farnese (* 1521; † 1602), einer Enkelin des Papstes Paul III. (Alessandro Farnese) und Tochter des Pier Luigi II. Farnese, Herzog von Parma und Piacenza und der Gerolama Orsini († 1570) aus dem Haus der Conti di Pitigliano.
Kinder:
- Isabella d’Avalos d’Aquino d’Aragona, Erbin der väterlichen Titel und Besitzungen (* 26. April 1585 in Pesaro; † 27. September 1648), heiratete in Fossombrone am 6. Dezember 1597 ihren Vetter Inigo d’Avalos d’Aquino d’Aragona, Königlich neapolitanischer Oberstkämmerer, urkundlich 1578; † 20. November 1632 in Vasto, der durch diese Ehe zum Principe di Francavilla, Marchese di Pescara, Marchese del Vasto, Conte di Monteodorisio und zum Stammvater der älteren, 1729 erloschenen Line seines Hauses wurde.
- Caterina d’Avalos d’Aquino d’Aragona (* 16. August 1586 in Urbino; † 23. Mai 1618) ⚭ Camillo Gonzaga, Conte di Novellara (Provinz Reggio Emilia), seit 1618 in geistlichem Stand († 1650)
- Ferrante Francesco d’Avalos d’Aquino d’Aragona (* 9. September 1587 in Casalmaggiore; † 20. August 1590)
- Maria d’Avalos d’Aquino d’Aragona, Nonne im Kloster Santa Caterina in Pesaro, urkundlich 1571 bis 1632